# Embelia clarkei
Embelia clarkei là một loài thực vật có hoa trong họ Anh thảo. Loài này được Bedd. & Mez mô tả khoa học đầu tiên năm 1902.